# 立山黒部貫光8000形無軌条電車
立山黒部貫光8000形無軌条電車（たてやまくろべかんこう8000がたむきじょうでんしゃ）は、立山黒部貫光のトロリーバス形鉄道車両である。

## 概要
立山黒部アルペンルートの立山トンネルは、1971年の開通以来、ディーゼルバスにより運行が行われていたが、ほぼ全区間がトンネルという条件のため排出ガスの滞留や騒音対策の課題が生じた。それらを解消するべく、1996年にトンネル内のバスをディーゼルエンジン駆動からトロリーバスに変更することになり、製作されたのが本形式である。
関西電力300形と同様、車体は大阪車輌工業、足回りは三菱自動車工業により製造されている。主要電機品は東芝が担当し、GTO素子によるVVVFインバータ装置を採用している。その他の仕様も関西電力300形とほぼ同様であるが、正面屋根上の標識灯が省略されるなど、細部に違いが見られる。
車体は前中扉配置で、側面窓は逆T字形の半固定窓が採用された。前扉は折戸、中扉は外吊式の両開き引戸が採用されている。後部右側には非常口が設置されている。車内は前向きシートで、客用扉側（進行方向左側）は1人がけ座席がドア間に5脚・中扉以降に4脚配置され、非常口側（進行方向右側）には2人がけ座席が11脚配置されている。最後部座席は5人がけとされた。冷房装置は設置されておらず、天井にクロスファンが合計4基設置されている
正面の前照灯間には手動巻取り式の方向幕が設置されたが、側面の行先表示は差し込み式（サボ）となっている。
1996年に8台が製造され、室堂駅 - 大観峰駅間で運行していたが、2024年（令和6年）11月30日限りで運行を終了した。なお、廃止時は6台の運行で、2台は2024年秋に日本総合リサイクルにて解体済みである。
廃止後の2025年6月27日から7月1日まで、立山トンネル電気バス開業記念イベントとして室堂ターミナル駐車場で電気バス車両と並べて1台が展示された。立山黒部貫光の担当者は「日本最後のトロリーバスが見られるのは今回が最後の機会です」としている。展示終了後の同年7月3日以降同月上旬中に、高岡市の細川建材運輸が日本総合リサイクルの解体工場へトロリーバスを運搬し、米原商事によるクレーン作業と合わせて7月11日までに搬出が完了した。トロリーバスは同年12月まで工場内に安置し（この間に保管用に部品を一部仕分けされる）、保存の動きが無ければ2026年1月に解体され、再資源化される予定。

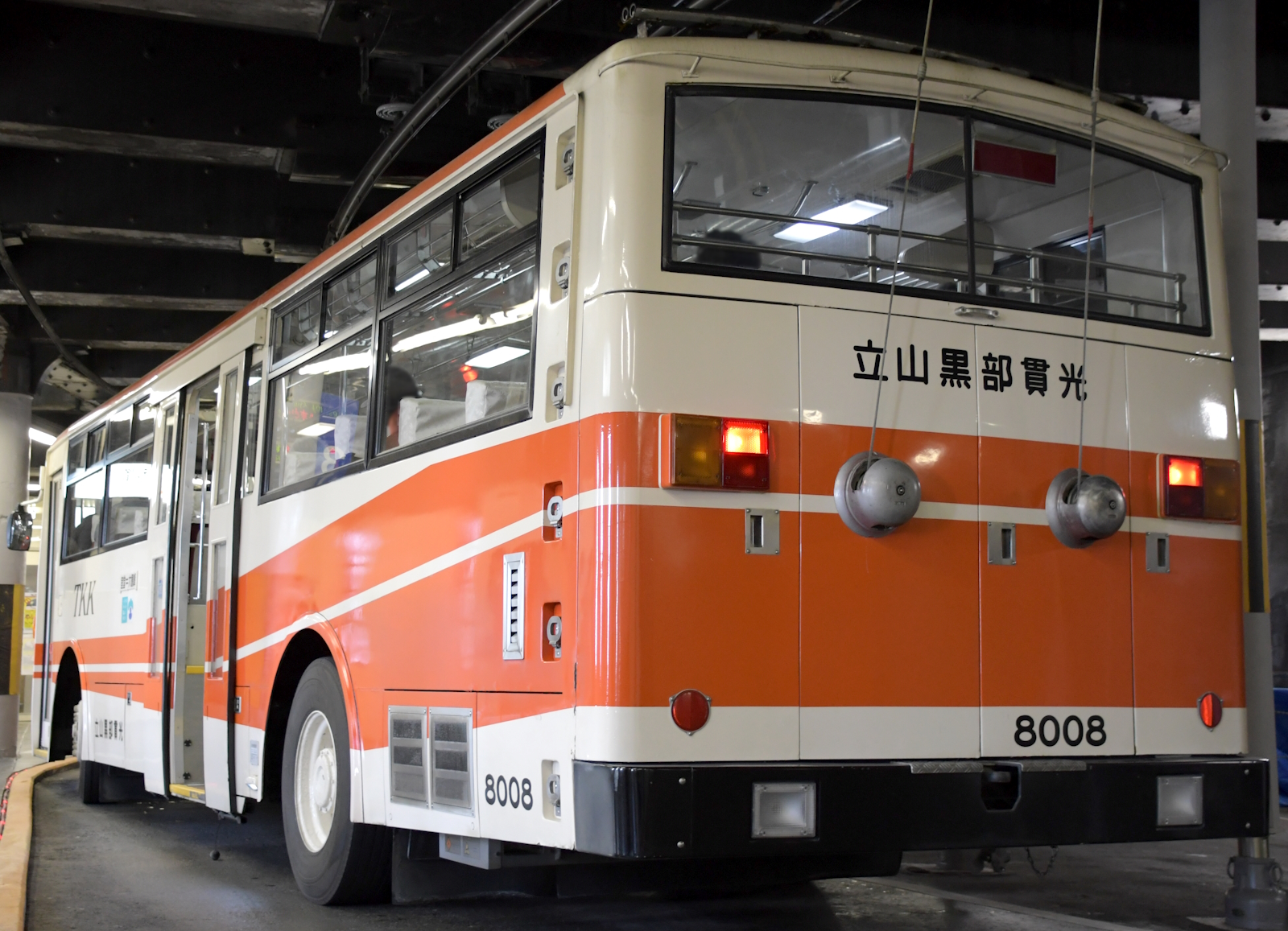
バス後部
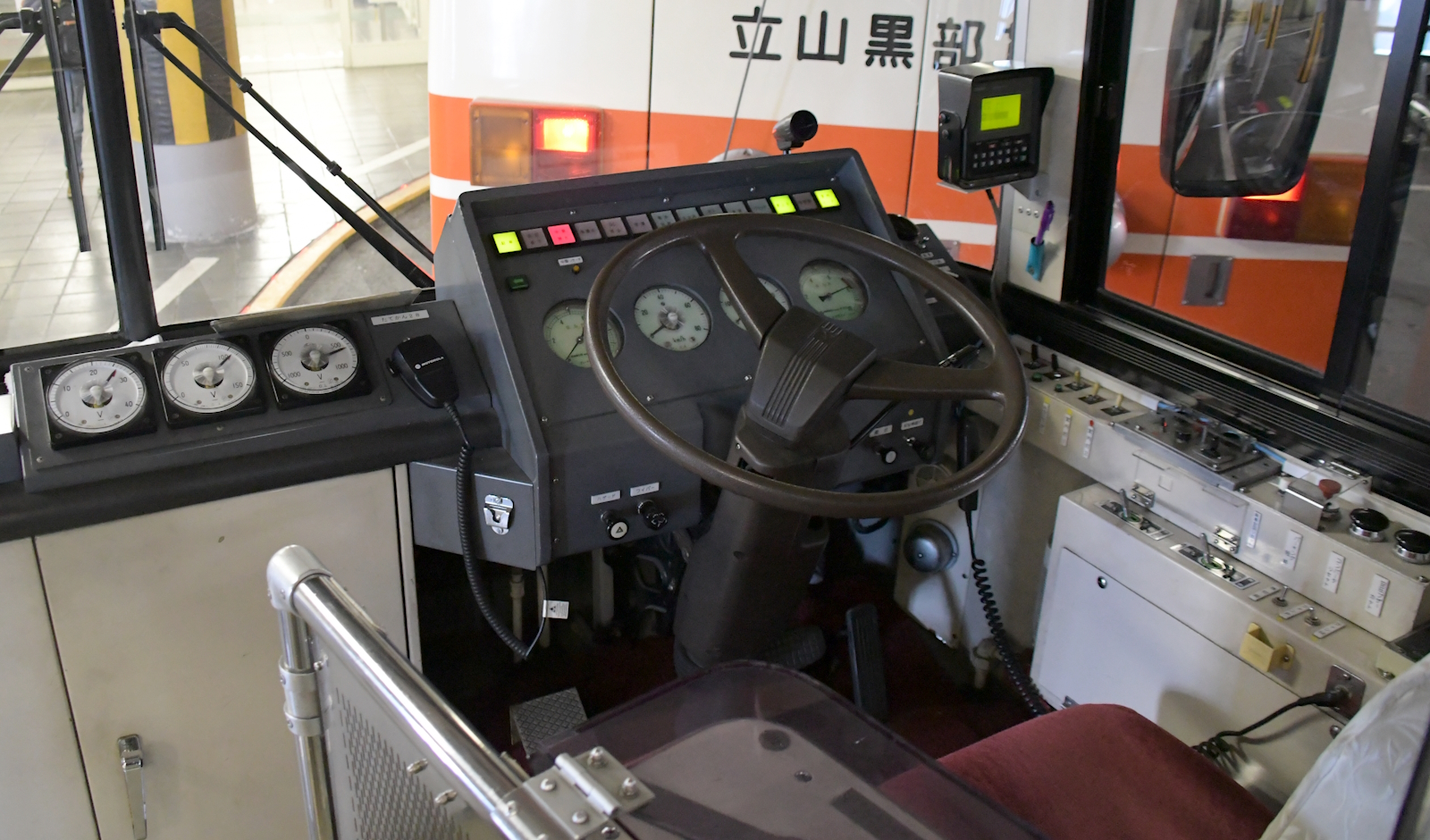
運転席
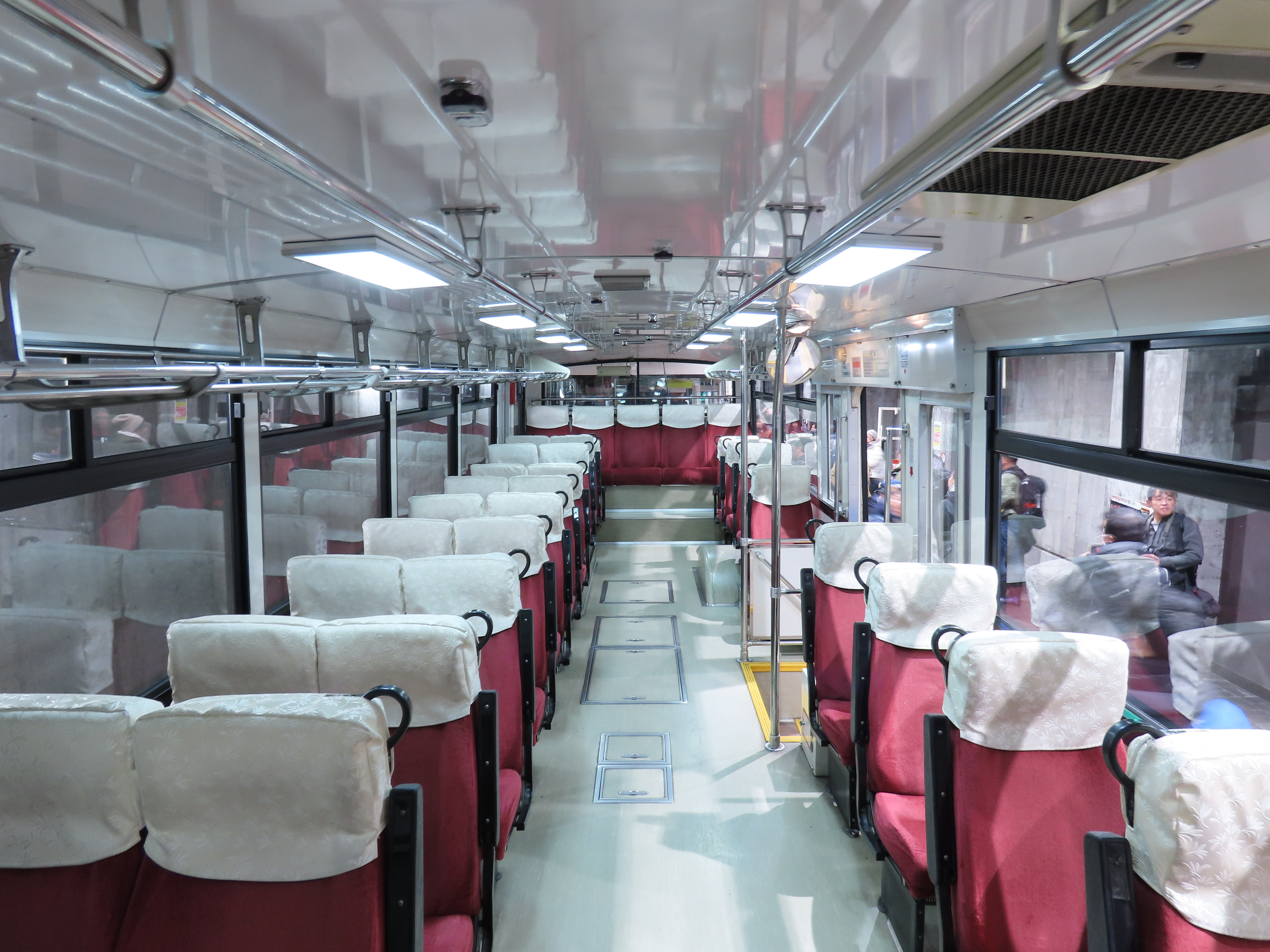
車内
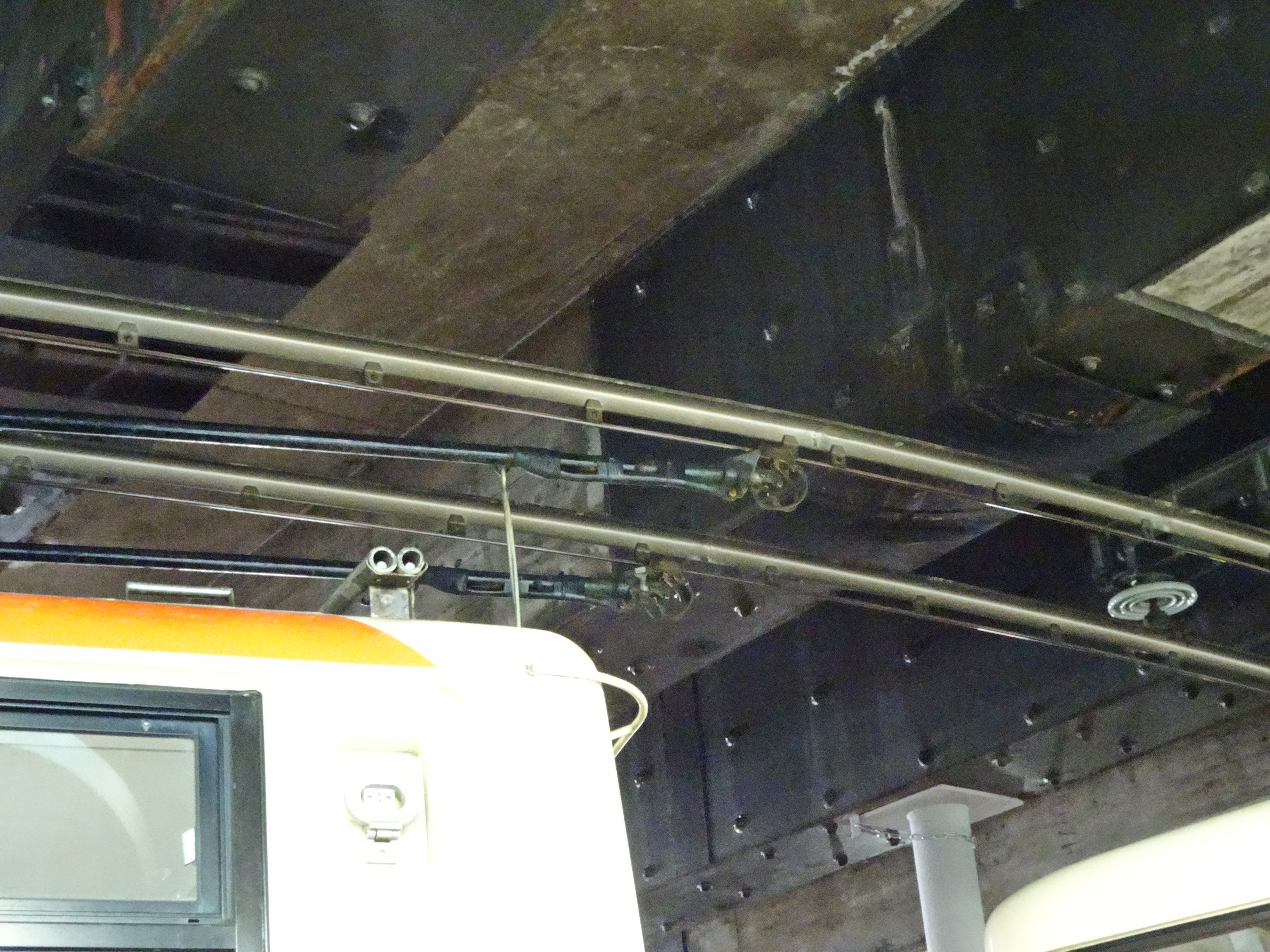
集電装置